# Вахеоя, Мария Юрьевна
Мария Юрьевна Вахеоя (эст. Maria Vaheoja; 29 июля 1920—1981, Тюри, Ярвамаа, Эстонская ССР) — депутат Верховного совета СССР 3-го созыва.

## Биография
В независимой Эстонии работала батраком, в советские годы — колхозница.
В 1950 году избрана депутатом Совета Национальностей Верховного совета СССР 3-го созыва (1950—1954) от Вильяндского избирательного округа.
В 1950 году был снят документальный фильм, рассказывающий о передовых колхозниках Эстонской ССР (в том числе о Марии Вахеоя, Карле Исаке и др.).
По состоянию на 1963 год, работала в отделе колхозов и совхозов Пайдеского райкома партии.
Скончалась в 1981 году в волости Тюри. Похоронена в Пылтсамаа.

## Семья
Родители — Юри Вахеоя (ранее носил фамилию Варм) и Мария Вахеоя (Суитс). Супруг — Арнольд Ляхкер. Семь детей.